# Élections sénatoriales de 1879 en Ille-et-Vilaine
Les élections sénatoriales en Ille-et-Vilaine ont lieu le dimanche 5 janvier 1879. 
Elles ont pour but d'élire les trois sénateurs représentant le département au Sénat pour un mandat de neuf années.

## Mode de scrutin
Ces élections se déroulent au scrutin majoritaire plurinominal indirect. Elles obéissent à la loi du 24 février 1875 relative à l'organisation du Sénat faisant partie des Lois constitutionnelles de 1875.
Les quatre cent soixante personnes appelées à voter sont :
- les délégués des communes — un pour chacune d’elles, élu par son conseil municipal, — soit trois cent soixante-six électeurs ;
- les conseillers généraux, soit quarante-trois électeurs ;
- les conseillers d'arrondissements, soit quarante-trois électeurs ;
- les députés du département, soit huit électeurs.

## Décès d'Henri de Kergariou
Henri de Kergariou (Légit.) est décédé le 9 octobre 1878. Il n'est pas organisé d'élection partielle pour le remplacer, vu la proximité des prochaines élections générales.

## Listes candidates
| N° | Candidats | Candidats                  | Parti   | Principales fonctions                                                                                   |
| -- | --------- | -------------------------- | ------- | --- |
| 01 |           | Louis Grivart *            | Orléan. | Ancien ministre, sortant. Avocat.                                                                       |
| 02 |           | Charles Loysel *           | Légit.  | Sortant. Général de brigade.                                                                            |
| 03 |           | Gustave Gouyon de Beaufort | Légit.  | Conseiller d'arrondissement de Châteauneuf-d'Ille-et-Vilaine, maire de Plerguer. Propriétaire agricole. |

| N° | Candidats | Candidats                | Parti   | Principales fonctions                                      |
| -- | --------- | ------------------------ | ------- | ---------------------------------------------------------- |
| 01 |           | Edgard Le Bastard        | Rép mod | Conseiller général de Rennes-Nord-Est. Tanneur industriel. |
| 02 |           | Pierre Jouin             | Rép mod | Député, conseiller général de Combourg. Avocat.            |
| 03 |           | Théophile Roger-Marvaise | Rép mod | Député. Avocat aux conseils                                |

## Résultats
|          | Pierre Jouin               | Rép mod  | 246 | 54,43  |  |  |  |  |
|          | Théophile Roger-Marvaise   | Rép mod  | 239 | 52,88  |  |  |  |  |
|          | Edgard Le Bastard          | Rép mod  | 237 | 52,43  |  |  |  |  |
|          |                            |          |     |        |  |  |  |  |
|          | Louis Grivart *            | Orléan.  | 214 | 47,35  |  |  |  |  |
|          | Charles Loysel *           | Légit.   | 211 | 46,68  |  |  |  |  |
|          | Gustave Gouyon de Beaufort | Légit.   | 203 | 44,91  |  |  |  |  |
|          |                            |          |     |        |  |  |  |  |
| Inscrits | Inscrits                   | Inscrits | 455 |        |  |  |  |  |
| Votants  | Votants                    | Votants  | 452 | 99,34  |  |  |  |  |
| Exprimés | Exprimés                   | Exprimés | 452 | 100,00 |  |  |  |  |

### Sénateurs élus
| Sénateur | Sénateur                 | Parti   | Fonctions lors de l'élection en 1879                       |
| -------- | ------------------------ | ------- | ---------------------------------------------------------- |
|          | Pierre Jouin             | Rép mod | Député, conseiller général de Combourg. Avocat.            |
|          | Théophile Roger-Marvaise | Rép mod | Député. Avocat aux conseils                                |
|          | Edgard Le Bastard        | Rép mod | Conseiller général de Rennes-Nord-Est. Tanneur industriel. |